# Pactismo
Pactismo es la tendencia al pacto o al compromiso, especialmente para resolver problemas políticos o sociales. La historiografía y la teoría política españolas suelen aplicar el término a los sistemas políticos de los reinos medievales y del Antiguo Régimen en España para designar el pacto explícito o tácito entre rey y reino (entendido este en su representación orgánica y estamental), lo que limitaba decisivamente el poder regio (en la Corona de Aragón mucho más fuertemente que en la Corona de Castilla); mientras que en la Edad Contemporánea se suele aplicar el término de forma restringida para designar el particularismo de zonas concretas (el País Vasco y Navarra) en las que no se aplicó totalmente el programa centralizador (el del absolutismo borbónico del siglo XIV y el de la Revolución liberal del siglo XIX), siendo muy debatida política e intelectualmente la posibilidad de aplicación del concepto en otras (especialmente en Aragón).

## Monarquía feudal y monarquía autoritaria
La monarquía feudal se caracterizaba por una relación intermediada del rey con sus vasallos, a través de la red de relaciones feudo-vasalláticas, lo que daba a este muy poco poder por sí mismo. La configuración de una monarquía autoritaria a partir de la Baja Edad Media fue incrementando el poder del rey, en equilibrio con los estamentos representados en las instituciones parlamentarias, que en España se denominaron Cortes (nobleza, clero y tercer estado -limitado a las ciudades, con presencia de una burguesía más o menos débil o pujante y un patriciado urbano ennoblecido-); mientras que la existencia de privilegios personales, familiares, estamentales, institucionales y locales (fueros y cartas pueblas de ciudades o territorios más amplios) hacían muy dispersa la acción del poder central, que ni siquiera se establecía en una capital política o corte permanente, sino que debía marcar su presencia física por todo el territorio mediante la corte itinerante.

## Corona de Aragón
Se suele hablar de pactismo específicamente en la Corona de Aragón, mientras que en la Corona de Castilla la autoridad del rey fue más fuerte, tanto en su capacidad fiscal como militar, legislativa y burocrática, expresado en unas muy diferentes relaciones entre rey y reino (o sea, entre rey y Cortes -Cortes de Aragón, Cortes Catalanas, Cortes Valencianas- o rey y el órgano emanado de las Cortes -Generalidad-).
El desarrollo del pactismo es netamente aragonés, pues sirvió para resolver las tensiones de la todopoderosa nobleza aragonesa con el rey de Aragón, además de la limitación efectiva de las Cortes sobre el rey de Aragón.
En el reinado de Jaime I se negoció con el rey de Francia el Tratado de Corbeil, 1258, para resolver que el Condado de Barcelona (Cataluña actual) pertenecía a Aragón y no a Francia.
Otro hito del pactismo aragonés fue el Privilegio General, 1283, que se pactó entre Pedro III, la nobleza y las ciudades del Reino, todos estamentos con representación en Cortes de Aragón. Sólo cuatro años más tarde, en 1287, este mismo rey aragonés pactó con la nobleza aragonesa el Privilegio de la Unión.
La Concordia de Alcañiz se realizó para pactar el proceso sucesorio en la Corona de Aragón a la muerte sin descendencia de Martín I.
Y el Compromiso de Caspe, máximo exponente en la historia del pactismo medieval, se realizó en 1412 para pactar la elección del nuevo rey de Aragón, Fernando I. 
En el Reino de Valencia, la oposición a las pretensiones autoritarias de Alfonso IV de Aragón, y la capacidad de respuesta eficaz de las instituciones particulares del reino, quedó simbolizada en las palabras del jurat en cap Francisco de Vinatea (1333):

cada uno de nos somos tanto como vos, pero todos juntos mucho más que vos

La debilidad de la institución monárquica aragonesa comenzó a cuestionarse con la llegada de la dinastía Trastamara tras el Compromiso de Caspe (1412), que en sí mismo fue una demostración de pactismo, por ser un acuerdo tomado entre representantes de las instituciones de cada uno de los tres reinos. No obstante, esa pretensión no llegó a significar un aumento decisivo del poder real.
Tras la guerra civil catalana (1462–1472) (enfrentamiento armado entre el rey Juan II de Aragón y las instituciones catalanas, Generalidad y Consejo de Ciento, suscitado por la reacción de estas ante lo que entendían como intensificación del control político del monarca en Cataluña), la muerte del príncipe Carlos de Viana (protegido por las instituciones catalanas y enfrentado con su padre Juan II) será la excusa para formalizar el inicio de un diálogo en el que tras ganar el rey, mantiene las instituciones y la forma de legislación anterior a la guerra.
El poder del rey de Aragón a veces se ejercía con la función de árbitro en conflictos internos, como se expresó en la Sentencia arbitral de Guadalupe (1486) que puso fin a la Guerra de los Remensas (Fernando II de Aragón, el Católico).

## Corona de Castilla
En el caso de Castilla, la resistencia a la monarquía autoritaria condujo a varias guerras civiles castellanas, que acabaron con la consolidación de una monarquía fuerte encarnada en los Reyes Católicos (1469). Sin embargo, la capacidad de resistencia al poder real se demostró nuevamente con la Guerra de las Comunidades (1520-1522), tras la cual el poder real quedó muy fortalecido. Los estamentos privilegiados (nobleza y clero) dejaron de ser convocados a las Cortes de Castilla, que pasaron a ser una institución de competencias limitadas a una parte concreta de la fiscalidad (el rey dispone de cuantiosas rentas en las que las Cortes no intervienen) y a la que sólo acudían los pecheros, en la que rey y reino acordaban las cantidades a recaudar, quedando generalmente en manos de las ciudades con voto en cortes la forma de recaudación de dichas cantidades.
La resistencia de las ciudades comuneras y las Cortes al futuro emperador Carlos I) fue mitificada por los liberales del siglo XIX, viendo en ella un precedente de su propio programa político: limitar el poder real en una monarquía constitucional o monarquía parlamentaria, lo que ha mantenido una imagen romántica bastante anacrónica:

Si nos hallamos reunidos
Es por haceros votar
Los fueros y libertades
Que tendréis que respetar.
Una vez que hayáis jurado
Las Cortes os jurarán
Soberano De Castilla;
Sin deciros majestad,
Que es tratamiento extranjero
Que Castilla no ha de dar.
Mercenario sois del reino
Nunca lo habéis de olvidar.
Si al servicio estais del pueblo
El pueblo os lo pagará.
Poema Los Comuneros de Luis López Álvarez (1972)

## Reino de Navarra
El reino de Navarra, incorporado en 1512, mantuvo la vigencia de sus instituciones particulares, y la capacidad de los reyes en su política interna era limitada no pudiendo ir contra los fueros. Para garantizar esto había dos mecanismos, la petición de contrafuero, con la ques se solicitaba al virrey o al propio rey amparo contra cualquier ley que fuera contra las leyes forales y el  denominado pase foral, que impedía que una ley entrara en vigor hasta que no fuera aprobada por el Consejo Real mediante el derecho a la sobrecarta que consistía a realizar un examen del contenido de la ley a la luz del fuero.

## Austrias y Borbones
La Monarquía Hispánica de la Casa de Austria significó un aumento del poder real en términos de dimensión (dada la escala gigantesca del Imperio español) y en algunos casos demostró su capacidad de intervención local por encima del pactismo tradicional, respondiendo a crisis puntuales, a veces solucionadas a su favor (como las Alteraciones de Aragón donde se encuentran las Alteraciones de Teruel y Albarracín y la revuelta de Antonio Pérez que permitió a Felipe II limitar radicalmente los fueros del reino de Aragón) y a veces en su contra (sublevación de Cataluña contra la política centralista del Conde Duque de Olivares, que desató la crisis de 1640).
No obstante, los Habsburgo mantuvieron habitualmente una política de respeto a los particularismos locales mucho mayor que la de la Casa de Borbón, que consiguió establecer una monarquía absoluta a partir de la Guerra de Sucesión (Felipe V y los decretos de Nueva Planta, 1701-1716). La única excepción fueron las provincias vascas y el reino de Navarra, donde se mantuvo la vigencia de los fueros (territorios forales).

## Persistencia del particularismo vasco-navarro
La persistencia del particularismo vasco-navarro durante el siglo XIX (guerras carlistas, gamazada) está en el origen del nacionalismo vasco y el navarrismo, y en características peculiares mantenidas hasta la actualidad (Constitución Española de 1978, Estatuto de Autonomía del País Vasco, Amejoramiento del Fuero), destacando una forma muy especial de fiscalidad, que se gestiona localmente y cuyo reparto (concierto económico o  cupo) se pacta bilateralmente entre las instituciones autonómicas y el estado. En el caso vasco, esta gestión de impuestos y gasto público mantiene un fuerte papel de las diputaciones provinciales, denominadas Diputación Foral (Navarra es una comunidad uniprovincial, con lo que coinciden Diputación y Comunidad) que mantienen haciendas autónomas.

## Catalanismo y pactismo contemporáneos
El catalanismo político, desde la Renaixença de finales del siglo XIX (Bases de Manresa), aspiraba a la recuperación de una relación pactista de instituciones autónomas catalanas con el estado central, lo que con grados muy diferentes se fue plasmando en la Mancomunitat de Catalunya (Mancomunidad de Cataluña), y en la reinstauración de la Generalidad de Cataluña en los sucesivos textos denominados estatuto de autonomía de Cataluña (en la Segunda República Española y en la Transición española). El que la Comunidad Autónoma de Cataluña sea o no una comunidad de régimen común (como las demás comunidades autónomas) o diferenciada (similar a las de régimen foral), y las implicaciones que esto tendría para la consideración de una posible o imposible relación bilateral entre el gobierno autónomo (gobierno de Cataluña) y el gobierno central (gobierno de España), es un asunto que se discute vivamente desde la redacción e interpretación del propio articulado de la Constitución española de 1978 (especialmente el Título VIII y los artículos 143 y 151), debate que se renovó con la reforma del Estatuto de 2006, rechazada por el Tribunal Constitucional.